# Michèle Tertilt
Michèle Tertilt (* 1972 in Münster) ist eine deutsche Wirtschaftswissenschaftlerin und Professorin an der Universität Mannheim. Sie wurde von der Deutschen Forschungsgemeinschaft mit dem Leibniz-Preis 2019 und von der Europäischen Ökonomischen Vereinigung mit dem Birgit-Grodal-Preis 2024 für ihre Leistungen an der Schnittstelle von Makroökonomie, Entwicklungsökonomie und Familienökonomie ausgezeichnet.

## Leben
Michèle Tertilt studierte Volkswirtschaftslehre an der Universität Bielefeld und promovierte an der University of Minnesota. Danach war sie acht Jahre an der Stanford University als Assistant Professor mit Forschungsaufenthalten an der University of Pennsylvania und an der Hoover Institution tätig. Seit 2010 ist sie ordentliche Professorin an der Universität Mannheim.

## Forschung
Die Forschung von Tertilt konzentriert sich auf die Makroökonomie mit besonderem Fokus auf die Entwicklungsökonomie und den Einfluss familiärer Beziehungen auf die Wirtschaft. In ihrer Dissertation Polygyny and Poverty, die mit dem Preis für die beste Dissertation an der University of Minnesota 2004 ausgezeichnet wurde, betrachtet sie die Vielehe als Wirtschaftsfaktor in Entwicklungsländern und präsentiert Modelle überlappender Generationen mit einem Heiratsmarkt und Fruchtbarkeit. Später beschäftigte sie sich beispielsweise mit der Wechselwirkung zwischen wirtschaftlichem Wachstum im 19. Jahrhundert und der Stärkung der Frauenrechte. Für ihr Projekt zu Geschlechterdifferenzen aus makroökonomischer Perspektive erhielt sie 2012 bis 2019 einen Starting Grant des Europäischen Forschungsrates.
Ferner forscht sie über Verbraucherkreditmärkte und Privatinsolvenzen, was als ihr zweites Standbein in der wirtschaftswissenschaftlichen Forschung betrachtet werden kann.
Sie wurde 2013 als erste in Deutschland lehrende Wissenschaftlerin (bzw. Wissenschaftler) in das Herausgebergremium des Review of Economic Studies, eine der führenden Zeitschriften der Wirtschaftswissenschaften, berufen und war von 2021 bis 2024 Direktorin des Herausgebergremiums. Zudem ist sie Associate Editor des Journal of Development Economics.
Sie ist außerdem Research Affiliate beim Bureau for Research and Economic Analysis of Development (BREAD) und dem European Development Research Network (EUDN) sowie Research Fellow beim CEPR.
Michèle Tertilt war Stipendiatin der Studienstiftung des deutschen Volkes.

## Auszeichnungen und Ehrungen
- Birgit-Grodal-Preis der Europäischen Ökonomischen Vereinigung (2024)[2]
- Aufnahme als Mitglied der Sektion Ökonomik und Empirische Sozialwissenschaften in die Nationale Akademie der Wissenschaften Leopoldina (2022)
- Gottfried Wilhelm Leibniz-Preis der Deutschen Forschungsgemeinschaft (2019)[1]
- Gewählter Fellow der Econometric Society (seit 2017)[13]
- Yrjö-Jahnsson-Preis der Yrjö Jahnsson Foundation und der European Economic Association (2017)[14]
- Gewähltes korrespondierendes Mitglied der Bayerischen Akademie der Wissenschaften (seit 2015)[15]
- Gossen-Preis des Vereins für Socialpolitik (2013). Tertilt hat als erste Frau den Gossen-Preis erhalten.[16]

## Publikationen (Auswahl)
- mit M. Golosov and L. Jones: Efficiency with Endogenous Population Growth. In: Econometrica Econometrica, Vol. 75 (4), 1039–1071, Juli 2007 PDF
- mit M. Doepke: Women’s Liberation: What’s in it for Men? In: Quarterly Journal of Economics, Vol. 124, No. 4, 1541–1591, November 2009. PDF
- mit I. Livshits and J. MacGee: Accounting for the Rise in Consumer Bankruptcies. In: American Economic Journal Macro, Vol. 2, No. 2, 165–193, April 2010.
- mit I. Livshits and J. MacGee: The Democratization of Credit and the Rise in Consumer Bankruptcies. In: Review of Economic Studies, Vol. 83 (4), 1673–1710, 2016.
- mit J. Greenwood, P. Kircher and C. Santos: The Role of Marriage in Fighting HIV: A Quantitative Illustration for Malawi. In: American Economic Review Papers and Proceedings, 2017.
- mit J. Greenwood, P. Kircher and C. Santos: An Equilibrium Model of the African HIV/AIDS Epidemic. In: Econometrica Vol. 87, No. 4, 1081–1113, Juli 2019.
- mit M. Doepke, A. Hannusch and L. Montenbruck: The Economics of Women's Rights. In: Journal of the European Economic Association Oktober 2022
- mit T. Alon, S. Coskun and M. Doepke and D. Koll: From Mancession to Shecession: Women's Employment in Regular and Pandemic Recessions. In: NBER Macroeconomics Annual 2021 Vol. 36, Mai 2022. PDF
- mit S. Kim and M. Yum: Status Externalities in Education and Low Birth Rates in Korea. In: American Economic Review, June 2024.